# Mantella
Mantella är ett släkte av groddjur. Mantella ingår i familjen Mantellidae.
Släktets medlemmar har en varningsfärg. De är dagaktiva och vistas främst på marken. Efter upptäckten antogs att medlemmarna tillhör släktet Dendrobates (familj pilgiftsgrodor) som egentligen lever i Amerika. Liksom dessa har de en giftig hud. Giftet kommer antagligen från giftiga ämnen i födan. Exemplaren når en längd av 18 till 30 mm. Flera medlemmar har nästan samma färgsättning. Hos de flesta arter lägger honor ungefär 130 ägg i lövskiktet. De spolas med nästa regn till vattenpölar. Mantella laevigata lägger däremot ägg nära små vattansamlingar i trädhålor eller bambustjälkar. Grodynglen livnär siv av små växtdelar samt av ägg och ungar från samma art. Ibland lägger honan pbefruktade ägg som födokälla. Hos alla arter blir ungarna efter ett till två år könsmogna och de lever ungefär 4 år. På grund av genetiska differenser delas släktet i flera artgrupper.
Arter enligt Catalogue of Life:
- Mantella aurantiaca
- Mantella baroni
- Mantella bernhardi
- Mantella betsileo
- Mantella cowanii
- Mantella crocea
- Mantella ebenaui
- Mantella expectata
- Mantella haraldmeieri
- Mantella laevigata
- Mantella madagascariensis
- Mantella manery
- Mantella milotympanum
- Mantella nigricans
- Mantella pulchra
- Mantella viridis

IUCN listar en art som akut hotad (CR).